# Croce di Mentana
La Croce fidei et virtuti (erroneamente ma più diffusamente indicata col nome di Croce di Mentana) fu una medaglia concessa dallo Stato Pontificio a tutte le truppe che avessero partecipato alle battaglie del 1867 contro Garibaldi.

## Storia

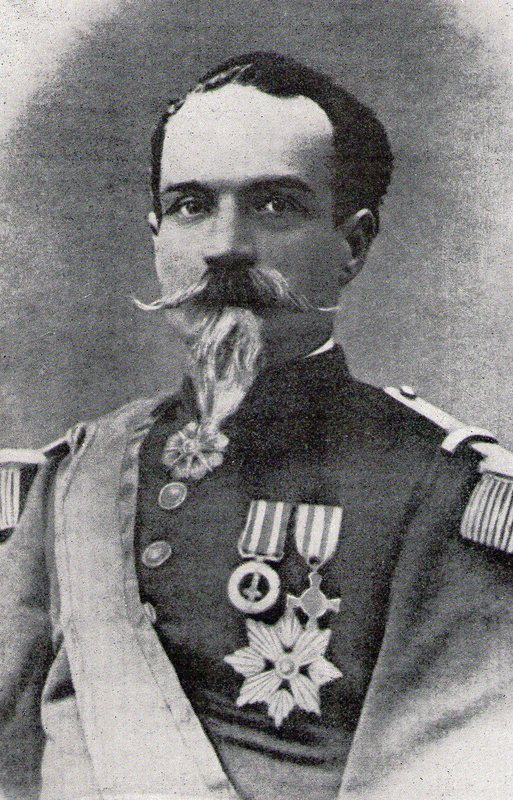
Il colonnello Giovanni Lepri, comandante dei Dragoni pontifici, poi comandante della Guardia Palatina d’Onore, indossa la croce di Mentana (seconda a destra)

La Croce venne istituita dal papa Pio IX con la lettera apostolica "Ex quo infensissimi" del 14 novembre 1867, con l'intento di premiare le truppe pontificie e francesi che avessero partecipato agli scontri del 1867 contro le truppe piemontesi guidate da Giuseppe Garibaldi che miravano alla conquista dello stato pontificio ed alla presa di Roma (Campagna dell'Agro romano per la liberazione di Roma).

## Insegne
- La medaglia era costituita da una croce in metalli chiari (per la truppa) o in argento (per gli ufficiali), recante al centro un disco. Sul diritto era riportato al centro lo stemma pontificio con le due chiavi decussate e il triregno attorniato dalla scritta "FIDEI ET VIRTVTI". Sulle braccia, all'interno di appositi cartigli, stavano le seguenti scritte: a sinistra "PIVS", in alto "PP", a destra "IX", in basso "1867". Sul retro la medaglia era decorata solo nel disco centrale ove era riportata una croce latina con due rami d'alloro decussati al di sotto di essa, avente al di sopra la scritta "HINC VICTORIA".
- Il nastro era bianco con due strisce azzurre in centro. Sul nastro potevano essere apposte delle barrette a seconda delle battaglie alle quali si era partecipato: BAGNOREA; VITERBO; NEROLA; ACQUAPENDENTE MONTE LIBRETTI; MONTE ROTONDO; MENTANA; ROMA. Le barrette dovevano però essere comprate privatamente dagli insigniti della decorazione e come tale esse vennero realizzate in pochi esemplari.